# مملكة هذا العالم (رواية)
مملكة هذا العالم هي رواية للكاتب الكوبي أليخو كاربنتيير، نشرت عام 1949. تعد من أشهر أعمال الكاتب وتعالج موضوع الثورة في هايتي (1791- 1804)، كما تظهر سمات اتجاه الواقعية السحرية في بنائها الأدبي. أثر كاربينتيير بطريقة ملحوظة في أدب أمريكا اللاتينية وخصوصًا في هذه الفترة، يعتبره النقاد واحدًا من أهم كتاب أمريكا اللاتينية. ظهر اتجاه الواقعية السحرية في العديد من أعماله، وتحديدًا في روايته مملكة هذا العالم. يعتبر واحدًا من أهم الروائيين الذين تناولوا موضوع الثورة في كتاباتهم وأعمالهم الروائية.
تتعرض الرواية لحقبة الاستعمار الفرنسي لهايتي، وإشكالية العبد والسيد، والرجل الأبيض والأسود. وتقدم أيضًا حركات التمرد الأولى ضد الاحتلال الفرنسي، متمثلة في شكل موجة من الثورات يقوم بها العبيد والسود على حد سواء. وتتابع في الرواية تفاصيل المقاومة من خلال شخوص أساسها العبيد والمتمردين، كما تشير الرواية إلى أسماء شخوص عبيد حقيقية في ثورة هايتي، على سبيل المثال: بوكمان. وتنتهي الرواية بانتهاء الاحتلال الفرنسى لهايتي وبدء حقبة جديدة بتنصيب ملك جديد في البلاد. تعتبر أحداث وزمان ومكان الرواية هم شواهد تاريخية على الثورة في هايتي تحتوى على الكثير من المعلومات والتفاصيل التاريخية الموثقة.
تستوحي روايات الثورة حبكتها من الأحداث التاريخية والسياسية والاجتماعية للبلاد، وتعكس نقدًا حقيقيًا تجاه الحركات الثورية، وذلك لأنها تقوم بتصوير الأحداث التاريخية الواقعة في البلاد بشكل أدبي، كما أنها تعتبر شاهدًا على الموجات الشعبية المتمردة المتمثلة في هذه الثورات.

## روابط خارجية
- مملكة هذا العالم على موقع الموسوعة البريطانية (الإنجليزية)